# Тајхволфрамсдорф
Тајхволфрамсдорф (њем. Teichwolframsdorf) општина је у њемачкој савезној држави Тирингија. Једно је од 61 општинског средишта округа Грајц. Према процјени из 2010. у општини је живјело 2.563 становника. Посједује регионалну шифру (AGS) 16076075.

## Географски и демографски подаци
Тајхволфрамсдорф се налази у савезној држави Тирингија у округу Грајц. Општина се налази на надморској висини од 320 метара. Површина општине износи 26,2 km². У самом мјесту је, према процјени из 2010. године, живјело 2.563 становника. Просјечна густина становништва износи 98 становника/km².